# تين (مانغا)
تين: تينهو-دوري نو كايدانيي (天天和通りの快男児، بالعربية يعني الأسم: تين: الرجل اللطيف على طريق تينهو هي سلسلة مانجا يابانية تركز على لعبة الماجونغ كتب وتوضحها نوبويكي فوكوموتو. تم نشرها بشكل تسلسلي من عام 1989 إلى عام 2002. تتكون المانجا من ثمانية عشر مجلدًا. اعتبرت المانجا كعمل ناجح في اليابان، ثم تلتها مانجا اخرى لنفس الكاتب عن نفسل اللعبة بقصة وشخصيات مختلفة تحت اسم أكاغي في عام 1991.
هناك سلسلة تكميلية، تدور أحداثها بعد 3 سنوات من أحداث تين, تحت اسم هيرو كتبها ورسمها جيرو مايدا بالتعاون مع فوكوموتو، وتم عرضها في كينداي جونغ من أكتوبر عام 2009 إلى يوليو عام 2021. تكملة أخرى، تدور أحداثها بعد 20 عامًا من أحداث تين ، بعنوان يامي نو ماميا ، كتبها ورسمها فوكوموتو، بدأت في شهر يوليو عام 2019.
بحلول أغسطس عام 2018، صار لدى المانجا أكثر من 7 ملايين نسخة متداولة.

## الحبكة
تين هو لاعب يتمتع بميزة تنافسية لا مثيل لها وإرادة قوية للفوز في الماجونغ، يبدأ هيرويوكي (لاعب عبقري في فهم الماجونغ) في الإعجاب بـتين. يلتقي تين وهيرويوكي بلاعب الماجونغ الأسطوري شيجيرو أكاجي، المعروف باسم "رجل العالم الاسطوري"، بالإضافة إلى بعض أفضل لاعبي الماجونغ في منطقة كانساي، كاتسومي هارادا وميتسوي سوجا. جميعهم خاضوا لعبة ماجونغ لتحديد ملك اللعبة أي افضل لاعب.

### لعبة فيديو
تم إصدار لعبة فيديو متعلقة بالمانجا على بلاي ستيشن 2 بواسطة دي3 بوبليشر في  ديسمبر عام 2003.

## النسخ
بحلول أغسطس عام 2018، كان لدى سلسلة مانجا تين أكثر من 7 ملايين نسخة متداولة.  